# New London (Teksas)
New London je grad u američkoj saveznoj državi Teksas. Prema popisu stanovništva iz 2010. u njemu je živjelo 998 stanovnika.